# Рідний Край (Ізюмський район)
Рідний Край (до 2016 — Радянське) — село в Україні, в Куньєвській сільській громаді Ізюмського району Харківської області. Населення становить 26 осіб.

## Географія
Село Рідний Край розміщене між селом Олександрівка (1 км) і селище Новоселівка (Балаклійський район) (2 км). У селі є два невеликих ставки.

## Економіка
- Птахо-товарна ферма.

## Населення
Згідно з переписом УРСР 1989 року чисельність наявного населення села становила 10 осіб, з яких 5 чоловіків та 5 жінок.
За переписом населення України 2001 року в селі мешкало 26 осіб.

### Мова
Розподіл населення за рідною мовою за даними перепису 2001 року:
| Мова       | Кількість | Відсоток |
| ---------- | --------- | -------- |
| українська | 21        | 80.77%   |
| російська  | 5         | 19.23%   |
| Усього     | 26        | 100%     |